# Return to Krondor
Return to Krondor è un videogioco di ruolo ambientato nel mondo fantasy Midkemia creato dallo scrittore statunitense Raymond E. Feist. Seguito di Betrayal at Krondor, fu pubblicato il 30 novembre 1998 per Windows 95. È stato nuovamente pubblicato su GOG.com nel 2010 e su Steam nel 2016. Nel gioco è possibile controllare un gruppo di eroi con differenti caratteristiche, punti di forza e debolezze che il giocatore può migliorare nel corso dell'avventura, attraverso una storia ricca di eventi, intrighi criminali e colpi di scena.
Alcune delle opere di Feist ambientate nel Midkemia, a partire dal primo romanzo Il Signore della Magia, hanno ispirato la creazione di altri due videogiochi di ruolo: Betrayal at Krondor (1993), predecessore di Return to Krondor, e Betrayal in Antara (1997). Inoltre, Feist scrisse la trasposizione letteraria di Return to Krondor, ovvero Krondor: Tear of the Gods (2000), divenuto il terzo capitolo della trilogia The Riftwar Legacy; il cui primo capitolo, Krondor: The Betrayal (1998), era già la trasposizione di Betrayal at Krondor.

## Trama
(Pug)
Bear è un ambizioso e brutale pirata alla ricerca di un potente artefatto magico, la Lacrima degli Dei, custodito dalla casta dei Sacerdoti di Ishap; per ritrovarlo, il malvagio pirata viaggia attraverso il mondo di Midkemia, seminando terrore e distruzione. Una notte, in mare aperto, Bear e la sua ciurma individuano una nave dei sacerdoti, che speronano e assaltano, mettendola a ferro e fuoco e uccidendone tutti gli occupanti. A seguito del feroce attacco, la nave si spacca e si incendia, iniziando ad abissarsi insieme all'artefatto magico, la cui presenza diviene manifesta grazie all'emissione di un bagliore bluastro che illumina la notte, precedendo di pochi istanti l'affondamento. Bear non può far altro che abbandonare la nave, lasciando che l'artefatto raggiunga il fondo del mare.
Molti sono coloro che cercano di impedirgli il ritrovamento: uno di questi è l'anziano Lucas, abitante della città di Krondor, capitale del Midkemia. Il criminale quindi si reca a Krondor per cercarlo, ma al suo posto trova e uccide la figlia Talia e alcuni soldati, terrorizzando così l'intera città. Talia è la fidanzata del guerriero William, membro della guardia cittadina del principe Arutha conDoin di Krondor, alla cui corte si trovano James, un ladro divenuto scudiero per favore del principe stesso, e Jazhara, una maga proveniente dalla corte orientale di Kesh. La maga viene inviata a Krondor da un noto e potente maestro mago, il Duca Pug conDoin di Crydee, padre di William. A loro si uniranno in seguito altri due personaggi: il mago Kendaric, controverso uomo della Gilda dei Recuperatori, e il chierico Solom, sacerdote del Tempio di Ishap che a suo tempo vegliò sulla Lacrima degli Dei.
Il gruppo così formato intraprende una lunga missione il cui scopo è, attraverso un'avventura fatta di intrighi, rapimenti, segreti, tradimenti e magia, quello di ritrovare la nave affondata, farla riemergere dalle acque, e recuperare finalmente la Lacrima degli Dei. Avanzando nel loro viaggio, la cui narrazione viene scandita come in un libro da dieci capitoli, gli avventurieri scopriranno che qualcuno o qualcosa sta creando esseri oscuri e orribili perversioni, facendoli emergere dalla natura grazie alla magia, e suggerendo che qualcosa di profondamente malvagio sta avvenendo nel mondo, oltre alle ambizioni di un singolo criminale.

## Modalità di gioco
Il videogioco propone il caratteristico menu principale che riproduce lo scaffale di una libreria d'epoca: le voci sono rappresentati dai rispettivi libri, che una volta cliccati fluttuano in primo piano, aprendosi e mostrando il loro contenuto, ovvero il relativo sottomenu. Analogamente, l'uscita dal sottomenu comporta la chiusura del libro e la conseguente fluttuazione che lo ripone nella posizione di partenza.
L'esperienza di gioco può essere influenzata significativamente dalle seguenti impostazioni:
- Difficoltà: "Facile", "Medio" o "Difficile". Il livello di difficoltà, che una volta impostato per una partita non può essere più modificato, influisce sulla fortuna nei combattimenti e negli eventi, e sull'ottenimento dei punti esperienza.
- Focus: "Combattente", "Bilanciato" o "Mago". Il livello di focus, che rimane fisso per una partita come quello di difficoltà, influisce sullo stile di gioco, fornendo la possibilità di alterare il bilanciamento avvantaggiando i personaggi orientati al combattimento oppure quelli orientati alla magia, sia amici che nemici, a seconda dello stile preferito dal giocatore.
- Modalità Serrature: "Reflex" o "Tiro di Dadi". Nella modalità "Reflex" il giocatore utilizza un originale sistema di individuazione e disarmo delle trappole e di scasso delle serrature, mentre nella modalità "Tito di Dadi" il giocatore si affida completamente alla casualità combinata con gli attributi "Scassinare Serrature" e "Disarmare Trappole" del personaggio James.

Iniziando nella città di Krondor e in seguito avventurandosi in altre regioni del mondo di Midkemia, il gioco si focalizza sulle battaglie tra esseri umani e creature malvagie di vario genere, le quali sono rare al punto da creare un senso di empatia verso i personaggi umani e un senso di mistero verso gli avversari soprannaturali, più intensi rispetto a quanto offerto dalla maggior parte delle ambientazioni di ruolo fantasy. Nonostante la storia sia più lineare rispetto al predecessore Betrayal at Krondor, il gioco offre una vasta gamma di possibilità mentre il giocatore si avventura nella città di Krondor e nelle terre circostanti. Sebbene la computer grafica risulti superata da titoli successivi, come ad esempio Baldur's Gate: Dark Alliance II (2004) che peraltro è molto simile nella trama, il gioco presenta alcune caratteristiche uniche e altre raramente viste al tempo dell'uscita, inclusi gli elaborati sistemi di alchimia e furto. Infatti, procurandosi ed utilizzando i diversi componenti dell'equipaggiamento alchemico, è possibile preparare pozioni utilizzando una varietà di ingredienti; mentre per aprire casse e porte chiuse, si interagisce con una dettagliata simulazione del processo di disarmo e scasso, ancora ineguagliata dai videogiochi di ruolo contemporanei: affrontando meccanismi differenti e combinazioni degli stessi, è necessario scegliere le giuste sequenze di strumenti da ladro a seconda del caso, e quindi usarli con cura, effettuando vari clic del mouse accuratamente temporizzati. In alternativa, dal menu delle opzioni il giocatore può scegliere di utilizzare il classico sistema deterministico dei giochi di ruolo per risolvere queste simulazioni.
Il giocatore può agire nell'ambiente di gioco utilizzando principalmente il mouse, attraverso il caratteristico sistema del cursore che assume un diverso aspetto a seconda della possibile interazione con l'oggetto o il soggetto sotto di esso.
Il gioco è corredato di un manuale di 64 pagine, a cui fece seguito, il 9 dicembre 1998 ovvero soli 9 giorni dopo l'uscita del gioco, la Guida Strategica Ufficiale, composta da ben 266 pagine, pubblicata dall'editore statunitense Prima Publishing.

## Magia
(Master Magician Pug - Raymond E. Feist, Magician: The Author's Preferred Edition, 1992)
In Return to Krondor sono presenti sei Sentieri della Magia tra quelli esistenti in Midkemia, e sono suddivisi in due tipologie principali: Magia Arcana e Magia Divina.

### Magia Arcana
Viene utilizzata dai maghi, e si compone di quattro Sentieri:
- Sentiero del Fuoco: uno dei più sorprendenti a livello visivo, componendosi principalmente di luci brillanti e stregoneria fiammeggiante.
- Sentiero della Mente: uno dei più sottili e pericolosi, va dallo schiavizzare un avversario per farlo combattere al proprio fianco, all'affliggere i nemici con la follia.
- Sentiero del Cambiamento: uno dei più particolari, permette di curare i feriti, di indossare armature magiche, o persino di trasformarsi in orribili mostri.
- Sentiero della Tempesta: uno dei più impressionanti, consente di domare il lampo degli dei o i quattro venti.

### Magia Divina
Viene utilizzata dai chierici, e si compone di due Sentieri:
- Sentiero della Vita: alcuni degli incantesimi più potenti, attraverso un ponte verso il regno degli dèi questo Sentiero dona la capacità di guarire e di nuocere.
- Sentiero del Divino: con gli dei dalla propria parte, questo Sentiero permette di attingere alla forza del divino e dell'onnipotente come doni, con incantesimi che possono manipolare la realtà e abbattersi sui non morti.

## Personaggi giocanti
- James: è un ex-ladro, in seguito divenuto scudiero di Arutha conDoin, principe di Krondor nonché suo amico e maestro di spada. Noto con il soprannome di Jimmy la Mano per via della sua destrezza, è il primo personaggio giocante del gioco, nonché personaggio ricorrente nei romanzi di Raymond E. Feist. Le sue qualità sono l'abilità nello scasso e nel colpire sfuggendo agli attacchi.
- Jazhara: è una maga, una nobile proveniente dall'Impero di Kesh dov'è stata nominata maga di corte. Le sue qualità sono l'abilità nella magia arcana e nell'alchimia.
- William: è un guerriero, figlio del mago Pug e soldato della guardia cittadina di Krondor. Le sue qualità sono l'abilità nel combattimento e nell'uso delle armi.
- Kendaric: è un mago, membro controverso della Gilda dei Recuperatori. Le sue qualità sono l'abilità nella magia arcana e nell'alchimia.
- Solon: è un chierico e sacerdote del Tempio di Ishap. Le sue qualità sono l'abilità nella magia divina e nella resistenza agli attacchi.

## Caratteristiche dei personaggi
Personaggi e nemici possiedono 5 caratteristiche e 22 abilità, espresse con valori numerici, che ne definiscono gli attributi fisici e mentali e le relative capacità.
Le caratteristiche migliorano automaticamente con l'avanzare del livello in base alla classe. Le cinque caratteristiche sono le seguenti:
- Forza: è la forza fisica del personaggio, che ne influenza i danni inflitti, la capacità di trasporto, e l'abilità nell'utilizzo di armi da mischia e armature.
- Agilità: è la destrezza del personaggio, che ne influenza la possibilità di essere colpiti da attacchi, incantesimi ad area e trappole, l'abilità nell'utilizzo di armi da distanza, da getto e da lancio a distanza, la capacità nello scassinare serrature e disarmare trappole, e l'iniziativa nel combattimento.
- Resistenza: è la costituzione del personaggio, che ne influenza i punti ferita, la resistenza agli attacchi e agli incantesimi fisici, e la resistenza ai veleni.
- Ragione: è l'intelligenza e la saggezza del personaggio, che ne influenza la capacità di intuire soluzioni o inganni, la possibilità acuire i sensi e acquisire esperienza velocemente, l'abilità nell'utilizzo della magia arcana, e la resistenza agli incantesimi mentali.
- Carisma: è l'ascendente del personaggio, che ne influenza la capacità di convincere, ingannare o intimorire, l'abilità nell'utilizzo della magia divina, e l'efficacia nel combattimento contro i non morti.

Le abilità sono invece migliorabili con l'avanzamento dei livelli, e a seconda della classe alcune possono essere inaccessibili. Le 22 abilità sono così ripartite:
- 6 per i sentieri magici: Fuoco, Mente, Vita, Tempesta, Cambiamento e Divino;
- 9 per il combattimento: Mani nude, Armi taglienti, Armi contundenti, Asce, Armi a due mani, Archi, Difesa, Iniziativa e Scudi;
- 7 per ogni altra situazione: Analizzare, Furtività, Scassinare, Disarmare trappole, Percezione, Alchimia e Valutazione.

## Sviluppo
Nel 1994 Dynamix, al tempo una divisione di Sierra On-line, riorganizzò il suo staff e cancellò il sequel precedentemente pianificato di Betrayal at Krondor, chiamato Thief of Dreams. Computer Gaming World riferì in aprile 1994 che:
(Dana Harmel, New Riftwar In Krondor?, aprile 1994, p. 142)
I fan organizzarono una campagna di lettere ed e-mail per persuadere Dynamix a rivedere la propria decisione, ma senza successo.
7th Level acquisì la licenza per il gioco nel 1995 e lo rinominò in Return to Krondor. Poco dopo, Sierra iniziò a lavorare su un seguito non ufficiale di Betrayal at Krondor chiamato Betrayal in Antara, creando così tra i due giochi una diretta competizione. Questo è il motivo per cui Return to Krondor fu annunciato come "Il seguito ufficiale del gioco di ruolo campione d'incassi".
Il designer Andy Ashcraft dichiarò: "Dynamix era una società che si occupava di videogiochi di simulazione di volo e il loro motore per Betrayal at Krondor era un motore di simulazione di volo che era stato ottimizzato per un RPG. La nostra forza è nell'animazione, quindi stiamo trasformando un motore di animazione in un gioco di ruolo." 7th Level sviluppò le basi del gioco, produsse gli sfondi e aggiunse le voci dei personaggi. Si rivolse poi a Pyrotechnix, con sede a Cincinnati, per gli aspetti più tecnici dello sviluppo del gioco. Pyrotechnix fu venduta a Sierra On-line nel 1997. Nel 1998 Pyrotechnix completò il gioco. Fu pubblicato nel mese di novembre.
Il gioco fu aggiornato per la compatibilità con i moderni sistemi operativi, e nuovamente pubblicato su GOG.com il 4 marzo 2010.

## Accoglienza
| Testata                      | Giudizio |
| ---------------------------- | -------- |
| Computer Gaming World        | 2,5/5    |
| Next Generation              | 3/5      |
| PC Gamer (USA)               | 80%      |
| PC Zone                      | 80/100   |
| Computer Games Strategy Plus | 4/5      |
| PC Gaming World              | 8,7/10   |
| PC Games                     | B        |

Mark Asher di CNET riferì in dicembre 1998 che Return to Krondor stava "vendendo bene".
Scrivendo per PC Gamer US, Michael Wolf riassume Return to Krondor come "un divertente, veloce gioco di ruolo con una buona storia". John Altman di Computer Games Strategy Plus trovò che il gioco fosse "molto coinvolgente" e "uno sbalorditivo ritorno allo stile della serie di Krondor", notando che contenesse "alcune delle battaglie a turni più succose di sempre per abbellire un gioco di ruolo".
Next Generation ha recensito la versione PC del gioco, dandogli un voto di tre stelle su cinque, e affermando che "il gioco è ben fatto e la trama non mancherà di tenere i giocatori con il fiato sospeso; il solo peccato è che non vi rimarranno molto a lungo".
Petra Schlunk di Computer Gaming World definì il gioco "completamente arretrato" e "un gioco di ruolo leggero", non all'altezza della qualità di Betrayal at Krondor. Tuttavia, credeva che avesse "un buon sistema di combattimento, una storia equilibrata (per quella che è), e un fattore di divertimento appurato". Su PC Zone, Paul Mallinson scrisse che "Return To Krondor è un'esperienza lievemente frustrante, all'inizio. Se sei un tipo paziente e sei pronto a spenderci molte ore, potrebbe anche piacerti. Così com'è stato per me".
In una recensione per PC Games, Barry Brenesal scrisse "sebbene il capitolo Return non conserva le innovazione del suo predecessore, il nuovo gioco rimane un buon divertimento, con effetti visivi accattivanti, una trama solida, e un eccellente sistema di combattimento".
Il recensore del secondo volume di Pyramid ha dichiarato di aver "atteso con impazienza il sequel, Return to Krondor, sin dal momento in cui ho saputo che era in fase di sviluppo, ma sfortunatamente questo gioco non riesce a raggiungere lo standard fissato da Betrayal at Krondor".
Return to Krondor fu uno dei finalisti per i premi di "Gioco di Ruolo dell'Anno" dell'Academy of Interactive Arts & Sciences', "Miglior Gioco di Ruolo" di Computer Gaming World, "Miglior Gioco di Ruolo del 1998" di CNET Gamecenter a "Gioco di Ruolo dell'Anno" di GameSpot, che infine andarono tutti a Baldur's Gate.